# Zeitschrift für Experimentelle und Theoretische Physik
Die Zeitschrift für Experimentelle und Theoretische Physik (russisch Журнал Экспериментальной и Теоретической Физики, englisch: Journal of Experimental and Theoretical Physics), abgekürzt JETP bzw. ZhETP und ЖЭТФ, ist die wichtigste russische Physikzeitschrift. Sie hat Peer-Review und erscheint monatlich zweisprachig in einer russischen und einer englischen Ausgabe bei MAIK Nauka/Interperiodica. Die englische Ausgabe wird vom Springer-Verlag vertrieben. Sie publiziert Beiträge aus allen Bereichen der Physik. Die zwölf Ausgaben pro Jahr erscheinen in zwei Bänden.
Die Zeitschrift für Experimentelle und Theoretische Physik geht auf das Journal der russischen physikalisch-chemischen Gesellschaft aus dem Jahr 1931 zurück. Seit 1955 wird sie ins Englische übersetzt. Die Bereich Leserbriefe der JETP wurde 1965 in eine separate Zeitschrift namens JETP Letters (russisch Письма в ЖЭТФ, Pisma w ShETF) ausgelagert.
Der Impact Factor lag im Jahr 2013 bei 0,931. Nach der Statistik des ISI Web of Knowledge wird das Journal mit diesem Impact Factor in der Kategorie multidisziplinäre Physik an 49. Stelle von 78 Zeitschriften geführt.
Herausgeber ist zurzeit Alexander Andrejew.